# Akebi-chan no Sailor-fuku
Akebi-chan no Sailor-fuku (明日ちゃんのセーラー服 Akebi-chan no Sērāfuku?, lit. 'El uniforme tipo marinero de Akebi'), también conocida como Akebi's Sailor Uniform, es una serie de manga escrita e ilustrada por Hiro. El primer capítulo se publicó por primera vez en línea a través del sitio web Tonari no Young Jump de Shūeisha el 2 de agosto de 2016. Hasta 2025, han salido a la venta quince volúmenes recopilatorios de tipo tankōbon. 
La historia narra las aventuras de Komichi Akebi, una chica muy positiva y alegre quien ama el uniforme escolar de tipo marinero que su madre le hizo para ingresar a la prestigiosa academia Roubai. Aunque descubre que dicho modelo fue reemplazado por un estilo de chaqueta, ello no le impedirá que trate de hacer nuevas amigas.
La obra fue adaptada a una serie de anime producida por CloverWorks la cual se emitió desde el 9 de enero hasta el 27 de marzo del 2022. Ese mismo año, el anime salió a la venta en DVD y Blu-Ray, divididos en seis volúmenes con dos episodios cada uno.
Desde su publicación, Akebi-chan no Sailor-fuku superó el millón de ventas en Japón y fue bien recibida por la crítica en general; mientras que la adaptación a anime ―aunque tuvo ventas moderadas en formato físico― fue elogiada por su historia, la calidad de animación, el diseño y desarrollo de sus personajes. Sin embargo, tanto el manga como el anime fueron objetos de controversias en relación a una supuesta sexualización y fetichismo de pies enfocados en los personajes.

## Argumento
Desde su juventud, Komichi Akebi tiene un profundo amor por los uniformes de tipo marinero —inspirada por su ídolo, Miki Fukumoto—, por lo que al ingresar a la academia femenina Roubai le pide a su madre, Yuwa, que le confeccione el uniforme de marinero que ella usó en dicha institución cuando era joven. Sin embargo, al presentarse a la escuela, tanto Komichi como su madre descubren con horror que el código de vestimenta de Roubai reemplazó los uniformes de marinero por un modelo de chaqueta negra.
Si bien la directora hace una excepción con Akebi, la chica muestra dudas sobre si debe mantener el uniforme tradicional o cambiarlo por el nuevo modelo. Finalmente, decide conservarlo en parte por el cariño hacia su madre, quien se lo confeccionó a mano y por su pasión por dicho modelo. 
Conforme avanza la historia, Komichi se hace amiga de muchas de sus compañeras, con quienes pretende disfrutar la vida escolar por primera vez, debido a que no había hecho amigas en la escuela primaria, ya que estudió sola en el campo.

## Personajes principales
Komichi Akebi ( 明日 小路 Akebi Komichi?)
 Seiyū: Manatsu Murakami

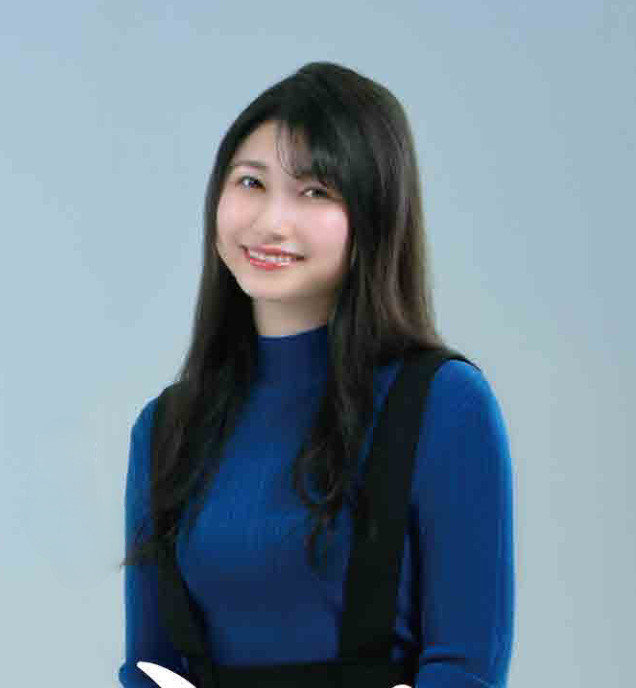
Sora Amamiya, Seiyū de Erika Kizaki.

Protagonista de la historia. Es una estudiante de primer año de secundaria, que asiste a la misma academia en la que estudió su madre por el deseo de usar el uniforme de marinero que ella misma le hizo solo para descubrir que fue reemplazado por un modelo de chaquetas. Aunque usa un uniforme diferente, se vuelve popular por su personalidad extrovertida, empática y amistosa. Además, adora realizar trucos de gimnasia gracias a su cuerpo flexible. Más adelante, se une al club de teatro de la escuela.
 Erika Kizaki ( 木崎 江利花 Kizaki Erika?)
 Seiyū: Sora Amamiya
Es una chica de Tokio que proviene de una familia rica quienes poseen y habitan en una gran mansión. Aunque se muestra como una dama recatada, tiene la costumbre de usar un cortaúñas cuyo sonido le sirve como alivio terapéutico cuando está muy ansiosa o nerviosa. Sin embargo, es confortada por Komichi quien le ayudó a superar su ansiedad, desde entonces, se convirtió en su mejor amiga. Además, conoce y realiza muchos pasatiempos como tocar el violín o el piano, la pesca, el montañismo y montar a caballo. A pesar de sus gustos, Erika se afilió al club de astronomía.
Tōko Usagihara (兎原 透子 Usagihara Tōko?)
 Seiyū: Akari Kitō
Es una estudiante traviesa originaria de Tokio. Es la compañera de dormitorio de Kizaki y se hace amiga de Akebi en su primer día. Es conocida por sus buenas habilidades comunicativas y personalidad alegre, además de cocinar para sus compañeras y tener sus malas calificaciones. Desde el inicio de la obra, Tōko forma parte del club de Sóftbol de la escuela.
Tomono Kojō (古城 智乃 Kojō Tomono?)
 Seiyū: Shion Wakayama
Es una chica con una personalidad tímida, pero también es tranquila gentil que ama sobre todo la literatura. Se le considera un ratón de biblioteca por lo que, desde el inicio del manga, es miembro del club de literatura. Se hace amiga de Akebi quien le ayuda a superar su timidez. Kojō junto con Kizaki y Usagihara, forman el pequeño grupo de amigas más íntima de Akebi.

## Producción
Akebi-chan no Sailor-fuku es el primer trabajo de Hiro publicado por la editorial Shūeisha. Medio año antes finalizar su trabajo anterior, Yumekuri, el departamento editorial de Weekly Young Jump contactaron a Hiro para ofrecerle la oportunidad de publicar su siguiente trabajo con ellos. Sabiendo que le sería imposible llevar a cabo una publicación semanal ―como habitualmente hace la Young Jump―, mostró poco interés en dicha oferta. Sin embargo, para su sorpresa, descubrió que podían proporcionar opciones distintas a la publicación semana mientras tenía una reunión con los representantes de la editorial.
Al momento de crear al personaje principal, Hiro tomó en cuenta diferentes aspecto. Señaló que el personaje de Akebí «no tenía personalidad», o más bien consideró que «es una chica que ni siquiera conoce bien su personalidad, pero gradualmente comprende qué tipo de chica es a través de sus interacciones diarias con las compañeras de clase de la misma edad». Por el motivo anterior, también hizo que Akebi estudiara en la secundaria en lugar de la preparatoria, puesto que tendría mayor posibilidades de disfrutar de muchas «primeras experiencias» en diferentes materias. Respecto a la importancia de que Akebi usara un uniforme diferente, Hiro señaló que lo hizo para que el lector pudiese empatizar con ella, pero confesó que le gustaba dibujar tanto el uniforme de marinero como el estilo Bléiser. En cuanto a los demás personajes, Hiro mencionó que les dio características especiales en relación al nombre que llevan como  Neko Kamimoku, porque tiende a dormir y actuar como un gato (Neko significa gato en japonés); o los personajes de Hitomi Washio que tiene el pelo negro, las cejas oscuras y una personalidad rígida, ya que su nombre en kanji está relacionada con el color negro, y Riri Minakami, cuyo nombre está relacionado con su cabello claro.
En el primer volumen del manga, la mayoría de las imágenes fueron dibujadas a mano. Sin embargo, a partir del quinto volumen, se incrementó el porcentaje de imágenes hechas en formato digital; aunque Hiro —cuando trabaja con el formato digital— señaló que necesita mucho tiempo para dibujar demasiados detalles. Por el motivo anterior, para cada capítulo del manga, se mezclan el dibujado a mano con el dibujado en digital. Hiro también declaró en X (antes Twitter) que no dispone de asistentes por lo que realiza todo el trabajo en solitario.

## Contenido de la obra

### Manga
Akebi-chan no Sailor-fuku empezó a publicarse en el sitio web Tonari no Young Jump de Shūeisha de forma mensual a partir de agosto de 2016. El primer volumen salió a la venta el 19 de abril de 2017, y hasta el 19 de mayo de 2025 han salido a la venta 15 volúmenes tankōbon recopilatorios. En diciembre de 2022, la Editorial Ivrea anunció —en su cuenta oficial de Twitter— que adquirieron los derechos de publicación de Akebi-chan no Sailor-fuku. El primer volumen traducido al español salió a la venta el 2 de marzo de 2023. Hasta marzo de 2024, Ivrea ha sacado a la venta los primeros ocho volúmenes del manga en español.
| 1  | 19 de abril de 2017     | ISBN 978-4-08-890671-3 | 2 de marzo de 2023       | ISBN 978-84-19730-13-8 |
| 2  | 19 de octubre de 2017   | ISBN 978-4-08-890765-9 | 6 de abril de 2023       | ISBN 978-84-19816-17-7 |
| 3  | 18 de mayo de 2018      | ISBN 978-4-08-891016-1 | 6 de mayo de 2023        | ISBN 978-84-19816-99-3 |
| 4  | 19 de noviembre de 2018 | ISBN 978-4-08-891115-1 | 8 de junio de 2023       | ISBN 978-84-19869-54-8 |
| 5  | 17 de mayo de 2019      | ISBN 978-4-08-891223-3 | 20 de julio de 2023      | ISBN 978-84-19916-40-2 |
| 6  | 19 de noviembre de 2019 | ISBN 978-4-08-891549-4 | 28 de septiembre de 2023 | ISBN 978-84-10-00763-5 |
| 7  | 19 de agosto de 2020    | ISBN 978-4-08-891549-4 | 21 de diciembre de 2023  | ISBN 978-84-10-11370-1 |
| 8  | 19 de abril de 2021     | ISBN 978-4-08-891777-1 | 14 de marzo de 2024      | ISBN 978-84-10-21359-3 |
| 9  | 19 de octubre de 2021   | ISBN 978-4-08-892102-0 |                          |                        |
| 10 | 17 de junio de 2022     | ISBN 978-4-08-892275-1 |                          |                        |
| 11 | 17 de marzo de 2023     | ISBN 978-4-08-892538-7 |                          |                        |
| 12 | 19 de octubre de 2023   | ISBN 978-4-08-892826-5 |                          |                        |
| 13 | 18 de abril de 2024     | ISBN 978-4-08-893222-4 |                          |                        |
| 14 | 18 de octubre de 2024   | ISBN 978-4-08-893431-0 |                          |                        |
| 15 | 19 de mayo de 2025      | ISBN 978-4-08-893641-3 |                          |                        |

### Anime
| # | Episodios | Fecha de salida          | Ref    |
| - | --------- | ------------------------ | ------ |
| 1 | 1-2       | 27 de abril de 2022      | [ 36 ] |
| 2 | 3-4       | 25 de mayo de 2022       | [ 37 ] |
| 3 | 5-6       | 29 de junio de 2022      | [ 38 ] |
| 4 | 7-8       | 27 de julio de 2022      | [ 39 ] |
| 5 | 9-10      | 31 de agosto de 2022     | [ 40 ] |
| 6 | 11-12     | 28 de septiembre de 2022 | [ 41 ] |

El 26 de marzo de 2021, se anunció que la obra de Hiro recibirá una adaptación a formato anime y que será transmitida a inicios del 2022. El programa fue animado por el estudio CloverWorks bajo la dirección de Miyuki Kuroki, con los guiones creado y supervisados por Rino Yamazaki, mientras que Megumi Kouno se encargó del diseño de los personajes. En diciembre de 2021, se reveló quiénes conformarían el elenco principal del anime. Las seiyūs Manatsu Murakami, Sora Amamiya, Akari Kitō y Shion Wakayama fueron seleccionadas para interpretar respectivamente a los personajes de Komichi Akebi, Erika Kizaki, Tōko Usagihara y Tomono Kojō.Tiempo después, se anunciaron la incorporación de otros seiyūs quienes darán voz a personajes secundarios como las demás estudiantes de Roubai y la familia de Akebi. Se emitió desde el 9 de enero al 27 de marzo de 2022 en Tokyo MX y en otras cadenas.Funimation obtuvo los derechos de la serie fuera de Asia por medio del servicio de Streaming Crunchyroll. Más adelante, Crunchyroll y todo su catálogo de anime fueron adquiridos por parte de Sony, entre los cuales se incluyó Akebi-chan no Sailor-fuku. En Japón, los doce episodios salieron a la venta en formato de video DVD y Blu-ray en seis discos, el primero de los cuales se lanzó el 27 de abril del 2022 y el último el 28 de septiembre del mismo año. Se anunció una retransmisión de la serie por la cadena BS Asahi todos los domingos a partir del 8 de enero de 2023.

### Banda sonora
La banda sonora estuvo a cargo de Kana Utatane, mientras que los 16 miembros principales del elenco, bajo el nombre de «Rōbai Gakuen Chūtōbu 1-nen 3-kum» (蠟梅学園中等部1年3組 lit.Clase 1-3 de la escuela secundaria Roubai?), interpretaron el tema de apertura «Hajimari no Setsuna» (はじまりのセツナ lit. Desde el primer momento?), mientras que Manatsu Murakami interpretó el tema de cierre «Baton», así como el tema «Kaze ni Makasete» (風にまかせて, lit. Déjalo en manos del viento?) utilizado al final del episodio 4 —en ambos temas, fue acreditada como Komichi Akebi—.En el episodio 7 se incluyó una versión de la canción de Spitz «Cherry» cantada por Mitsuho Kambe —Seiyū de Oshizu Hebimori—. A continuación se muestra la lista del álbum «Hem».
| N.º | Título                                                                 | Duración |  |
| 1.  | «hem»                                                                  | 3:58     |  |
| 2.  | «delusion»                                                             | 3:46     |  |
| 3.  | «Ilumination»                                                          | 3:24     |  |
| 4.  | «Baton»                                                                | 4:35     |  |
| 5.  | «Kaze ni Makasete (風にまかせて lit. Déjalo en manos del viento?)»     | 3:54     |  |
| 6.  | «Hajimari no Setsuna (はじまりのセツナ lit. Desde el primer momento?)» | 3:49     |  |

### Mercadotecnia
En cuanto a la mercancía sobre la obra de Hiro que se ha comercializado, se incluyeron muchos regalos con la compra de las ediciones especiales en Blu-ray. Asimismo, salieron a la venta muchos productos como postales y marcos acrílicos; separadores y calcomanías. Por otro lado, se añadieron diferentes productos que pueden adquirirse de forma exclusiva en los sitios webs de Animaru y Natalie respectivamente. Más adelante salieron a la venta dos figuras del personaje de Komichi Akebi, la primera en abril del 2024 y la segunda en mayo del mismo año. Mechanical Japan también sacó una figura especial del personaje de Akebi. También salió a la venta un Artbook de su obra con el nombre de «Hiro Illustrations – Footprints to Akebi» (博イラスト集 ~明日ちゃんまでの足跡~ lit. Ilustraciones de Hiro - Huellas para Akebi?), el cual contiene ilustraciones, tanto a color como en blanco y negro, además de algunos comentarios y opiniones de Hiro.

## Recepción

### Ventas
En marzo de 2023, el manga alcanzó a vender más de un millón de copias en circulación. En cuanto al anime, las ventas del Blu ray y DVD fueron moderadas. Vendiendo apenas 3 829 copias, el primer volumen alcanzó el tercer lugar en ventas de Blu-ray, solo superados por Sono Bisque Doll wa Koi o Suru y Princess Connect! Re:Dive Season 2 cuyos primeros volúmenes sobrepasaron en ventas las 10 000 copias sin problema. Además, los siguientes volúmenes de Blu-ray registraron una leve disminución de ventas hasta que el sexto y último volumen que tuvo el menor número de ventas con solo 3 081 copias. Las seis ediciones del anime en Blu-ray vendieron un total de 19 753 copias, las cuales al agregar las ediciones vendidas en DVD, alcanzaron las 20 000 unidades.

### Crítica

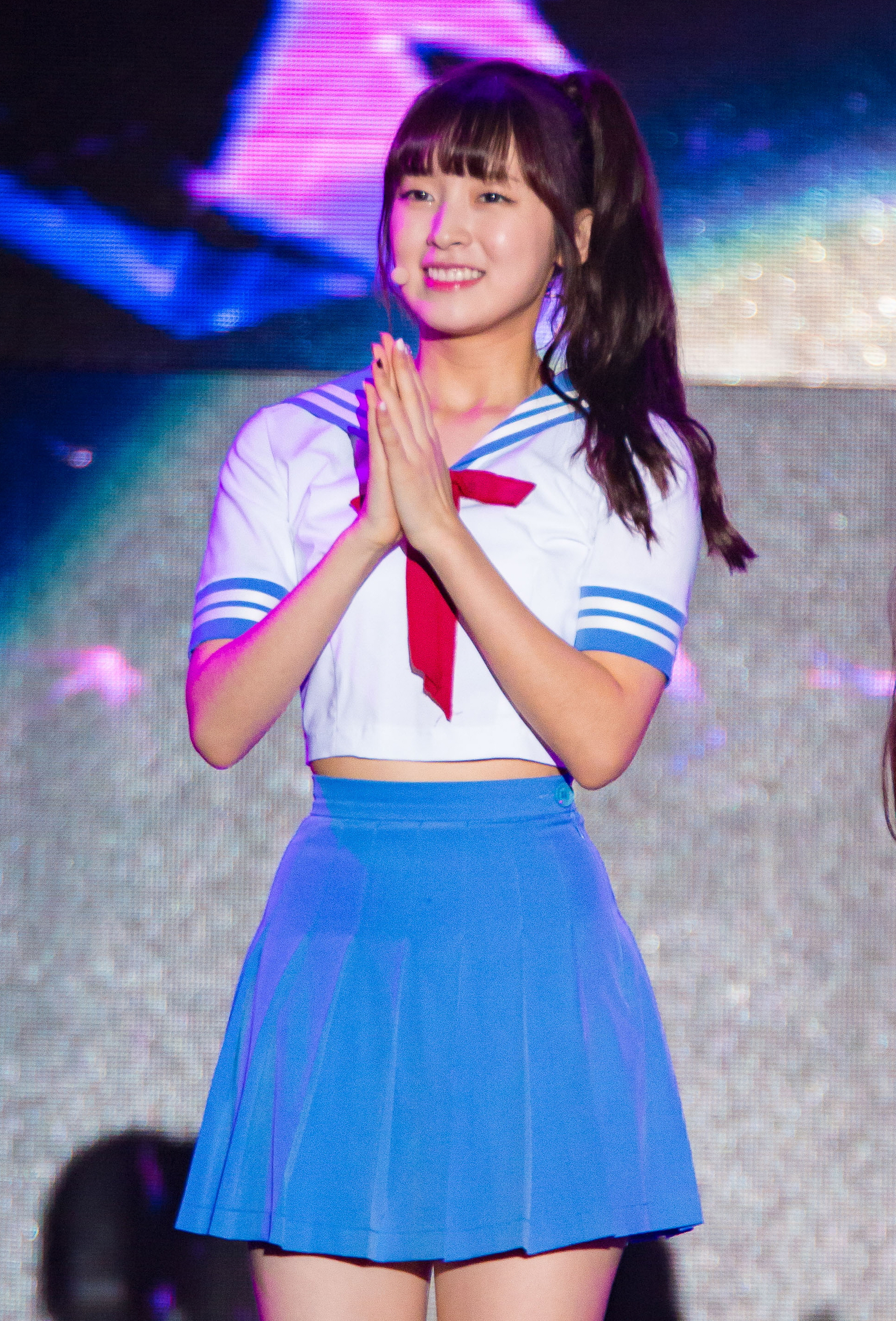
Imagen de la cantante surcoreana Arin vistiendo un uniforme estilo Sailor fuku mientras daba un concierto. El uniforme de Komichi Akebi tiene el mismo modelo.

El anime ha recibido críticas muy positivas, se elogiaron la animación, sus personajes, su diseño y su historia. Mercedez Clewis de Anime News Network le otorgó una calificación de cinco estrellas sobre cinco. Declarándolo como su anime favorito de la temporada, Clewis describió la serie «como una historia de madurez sobre una adolescente que simplemente es apasionada», también declaró que lloró de alegría con el episodio final. Allen Moody de THEM Anime Reviews elogió la historia enérgica y agradable a la que consideró un «espectáculo afirmativo», aunque lamentó la falta de un alivio cómico, por lo que le dio una nota de cuatro sobre cinco estrellas. Gracie Qu de Anitrendz elogió su animación de alta calidad, su narración visual, desarrollo de personajes e interacciones a los que encontró particularmente auténticos y verdaderos, así como una exploración «de la luz y la oscuridad de la pubertad» y concluyó que el anime está «magníficamente renderizado que representa las amistades de las chicas de una manera que aún no he experimentado en un anime». Boston Bastard Brigade le dio a la serie una nota cuatro punto cinco de cinco. Elogiaron las imágenes y la animación, también señalo su calidad de nivel cinematográfico al que declaró: «No hay suficientes palabras para describir lo radiante que es la animación de CloverWorks en esta serie» a la vez que señaló que la historia «era muy identificable, especialmente por parte de las espectadoras». Lewis Williamson, de Honey's Anime, calificó la serie como «un espectáculo alegre», señaló el desarrollo de los personajes, la animación y la banda sonora. El sitio web Ragashingo en su reseña declaró: «fue un verdadero placer verlo, y pienso que será bien considerado como uno de los mejores animes puros de recuentos de la vida producidos hasta ahora». Aparte de la animación, elogiaron el desarrollo de todos sus personajes en la serie, así como su capacidad para hacer que sus interacciones se sientan auténticas y naturales. Double-sama, en su reseña del anime, se centró en su gran elenco y sus interacciones, al que reconoció «que todos son únicos y generalmente se les da tiempo para brillar», también lo declaró como el anime con mejor arte de la temporada de 2022, además de considerarla una serie infravalorada. Wisse Words elogió la historia, la animación a la que consideró mejor que cualquier anime moe, concluyó que fue «un placer ver a Akebi, que venía de una escuela primaria donde era la única alumna de su clase, descubrir la diversión de estar en clase con tus amigos, pasando el rato con alguien más que tu profesora o tu hermana pequeña. Me encantaría ver una segunda temporada, si puede mantener la alta calidad».El sitio web Beneath the Tangles elogió la calidad de animación de CloverWorks, su historia, y el personaje de Akebi, por lo que concluyó que «Akebi's Sailor Uniform es una obra reflexiva, delicada y lujosamente animada llena de color, alegría y arte de fondo que es tan tangible que te sientes como si pudieras entrar directamente en las escenas».
Alex Henderson del sitio web Anime Feminist, en su reseña del primer episodio del anime, reconoció que «es un espectáculo maravillosamente elaborado con un trasfondo voyeurista que no afecta necesariamente la experiencia general» aunque reconoció que le dejó una «sensación rara»; también elogió la historia, la animación y la interacción de los personajes, pero señaló que aunque disfrutó del capítulo, consideró «incómodas» las escenas relacionada con los pies. Raquel Ramia de la página web Akihabara Station, elogió el primer volumen del manga en español ya que consideró que «el dibujo es realmente precioso, con toques de acuarela en blanco y negro y un nivel de detalle y preciosismo que quita el hipo» al igual que al personaje de Akebi y sus compañeras ya que según Ramia ellas «representarán los valores de la amistad, la sencillez y la inocencia, conociendo a los padres de Akebi, a su familia, a su adorable hermana y al resto de compañeras de clase». Sin embargo, no omitió señalar que el dibujo del manga parece tener un enfoque extraño con los pies o el sexualizar a las niñas desde muchas perspectivas.

### Controversias

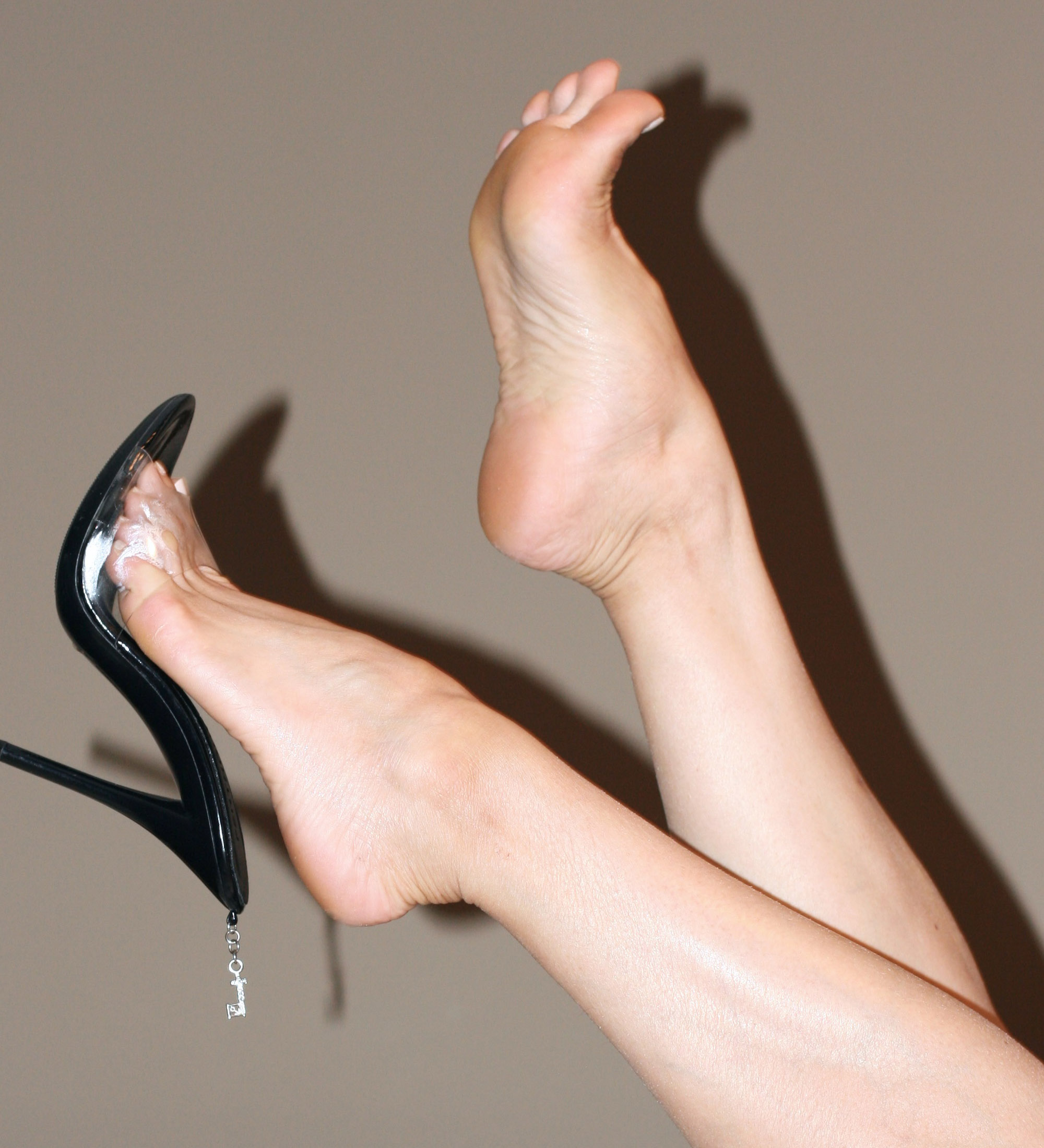
Imagen de unos pies con un solo tacón posando de una forma muy sensual. El anime muchas veces enfoca los pies de sus personajes, algo que le ha suscitado algunas críticas.

Desde su emisión ―en referencia a las muchas escenas que se enfocan en los pies de las jóvenes― surgieron acusaciones en contra del anime respecto a que pudiera mostrar o fomentar un fetichismo con los pies, así como una supuesta sexualización de las chicas. Dichos señalamientos fueron desestimado por la mayoría de analistas. Tanto Allen Moody de THEM Anime Reviews como Gracie Qu de Anitrendz expresaron que la fijación visual del anime con los pies era leve y no estaba sexualizada, al igual que las chicas, Qu incluso describió las escenas de los pies más como un recurso narrativo que un fetiche. Williamson, de Honey's Anime expuso de que no encontró ningún tipo de sexualización en el enfoque de la serie hacia los pies, aunque admitió que podría ser «desagradable para algunos espectadores». Ragashingo también abordó las acusaciones respecto a que el anime sexualizaba a niñas jóvenes, a las que consideró como «una completa tontería. [...] que dice mucho más de los que comentan que del programa». Wisse Words reconoció la existencia de un fetichismo con los pies, pero también declaró que no afecta demasiado a la historia en sí, tampoco encontró el tipo de sexualización que otras series resaltan a menudo, por lo que concluyó que «si esto es realmente el resultado de los fetiches del autor, puedo vivir con ello. [...] no resulta para nada un tema de masturbación», consideró además que la reacción a las escenas con los pies dependerá más del gusto de cada persona en sí mismo. Por el contrario, Anime Feminist ―en su análisis de los anime de la temporada― señaló los elementos que consideró inadecuados del anime, como el uso de la cámara para enfocar los pies o lo que considera la sexualización de unas chicas muy jóvenes, a lo que concluyó «odio esto, porque me gustan las partes de Akebi's Sailor Uniform que no son sexuales, pero tengo el deber y la responsabilidad de verlo todo y conversar al respecto...», por lo que aconsejó que dejaran de ver el anime «como si estuviera caliente y nunca miren atrás». Raquel Ramia de Akihabara Station ―quien había elogiado la historia del manga por la inocencia y bondad del personaje de Akebi y los demás personajes― también cuestionó varios aspectos de la obra de Hiro, a lo que señaló de la siguiente manera:

Ahora bien [...] pasadas las primeras páginas [se] nos revela un pequeño secreto. Que estamos ante un ecchi perturbador en el que la actitud de las chicas más inocentes puede resultar sexualizada por el dibujo y la perspectiva. No enseñarán teta cuando Akebi entre en la ducha, pero sí que harán un extraño plano de pies en mitad de una secuencia adorable [...] esto puede resultar perturbador, porque la verdad es que las protagonistas no tienen ningún elemento sexual entre ellas ni hay un tercero en discordia. Son solamente adolescentes, enfocadas desde una mirada turbada, con planos de culos, axilas, pies y labios, altamente sexualizados. No lo podemos negar, es extraño. No lo hace un mal manga, pero es extraño [...] en más de un sentido que nos ha dejado con la duda: ¿Exactamente a qué público va dirigida esta obra? No lo sabemos.

### Premios y reconocimientos
En cuestión de popularidad, Akebi-chan no Sailor-fuku ocupó el segundo lugar en la encuesta de Akiba Souken sobre los animes más populares de la temporada de invierno 2022. Mientras que el personaje de Komichi Akebi ocupó el sexto lugar en la lista «los 10 personajes de anime Deredere más dulces que seguramente derretirán el corazón de cualquier Tsundere» realizada por el sitio web CBR. El anime también fue nominado a los Crunchyroll Anime Awards del año 2023 en la  categoría de «Mejor animación» ―aunque perdió con Kimetsu no Yaiba―.